# Tapia, Timiș
Tapia este un sat ce aparține municipiului Lugoj din județul Timiș, Banat, România. Din punct de vedere administrativ, aparține de municipiul Lugoj. Are o populație de 357 locuitori (2002).

## Localizare
Se situează în estul județului Timiș, la 3 km est de municipiul Lugoj, la poalele dealurilor Lugojului. Este traversat pe direcția nord-vest sud-est, de un drum comunal care merge paralel cu râul Timiș și care leagă satul pe de-o parte de municipiul Lugoj, pe de alta de satul vecin Măguri . Satul este situat la o altitudine de 136 m. Cel mai inalt punct din zonă are o înălțime de 248 de metri și se află la 1,6 km est de Tapia. 

## Istorie

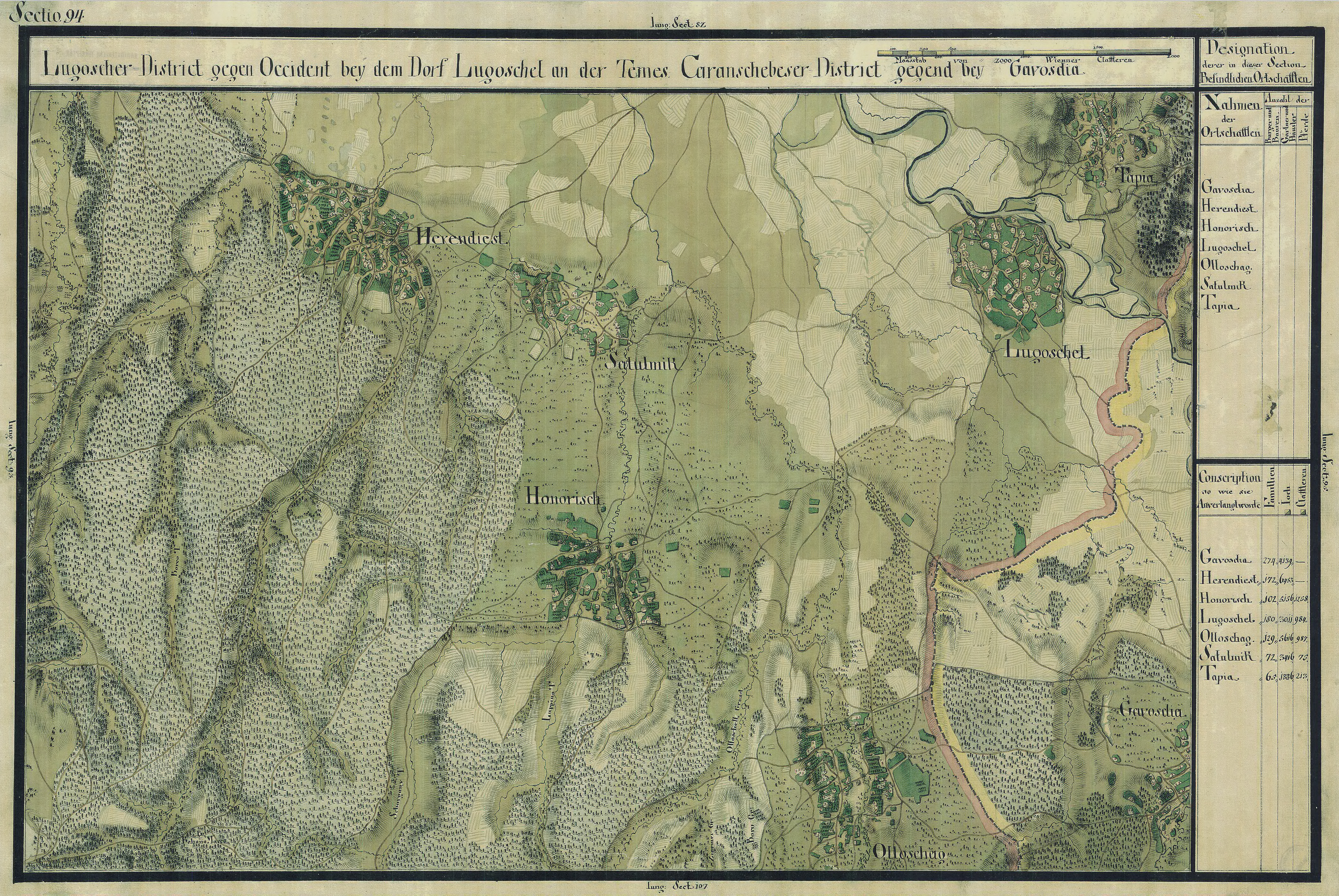
Tapia în Harta Iosefină a Banatului, 1769-72

Tapia contemporană include și fostul sat Armădia care s-a încorporat în așezarea de azi. Prima atestare documentară a satului Tapia este din anul 1761, satul fiind consemnat cu 15 case. Cătunulu Armădia avea 7 case in anul primului recensamant din 1717. Armădia este atestata documentar pentru prima oara la anul 1493. In secolul XVIII ,locuitorii Tapiei erau viticultori si producatori de vin. În 1774, auditorul imperial austriac Erler afirma că satul Tapia aparține districtului Lugoj. Populația era predominant valaha.
Tot in secolul XVIII se construieste podul de la Tapia ,cunoscut de localnici drept "Podul turcului". Podul a fost construit in cadrul marelui proiect hapsburgic de sistematizare al Banatului. La constructia acestui pod ,de constructie boltita din caramida de foarte buna calitate ,legata cu mortar cu var nestins ,s-au folosit probabil prizonieri turci si iobagi din zona. In localitatea Coșteiu se afla un pod similar , construit in aceiasi perioada , in jurul anului 1760.
Satului Tapia i-a fost eronat atribuita identitatea locatiei istorice Tapae , locatie aflata in realitate, cel mai probabil pe teritoriul actualului sat Zeicani din judetul Hunedoara, unde au fost purtate lupte decisive din razboaiele daco-romane de la inceputul secoluli II. Datorita acestei legende locale , si a convingerii localnicilor ca Tapia este intradevar Tapae, in anul 1939 a fost construit un monument care comemoreaza luptele dintre armata romana si daci , monumentul fiind ridicat de catre 7 elevi si un ofiter ai Școlii de ofițeri artilerie din Timișoara. Monumentul este de forma cilindrica , prezentand un basorelief cu scene de lupta daco-romane si avand pe frontispiciu urmatorul text: „Proslăvim amintirea străbunilor Traian și Decebal. Școala ofițeri de artilerie Timișoara. (1936) MCMXXXIX„

## Populația
Conform recensămintelor înregistrate de-a lungul timpului, satul Tapia a fost in majoritate locuit de români. La recensământul din 2002 au fost înregistrați 357 locuitori, în ușoară scădere față de recensământul din 1992. Din punct de vedere al compoziției etnice, 97% sunt români. În ceea ce privește apartenența religioasă, 93% dintre locuitori sunt creștini ortodocși.